# Grupo de Hilda
|  | Troyanos de Júpiter |  | Grupo Hilda                |
|  | Órbitas de planetas |  | Cinturón de asteroides     |
|  | Sol                 |  | Objeto próximo a la Tierra |

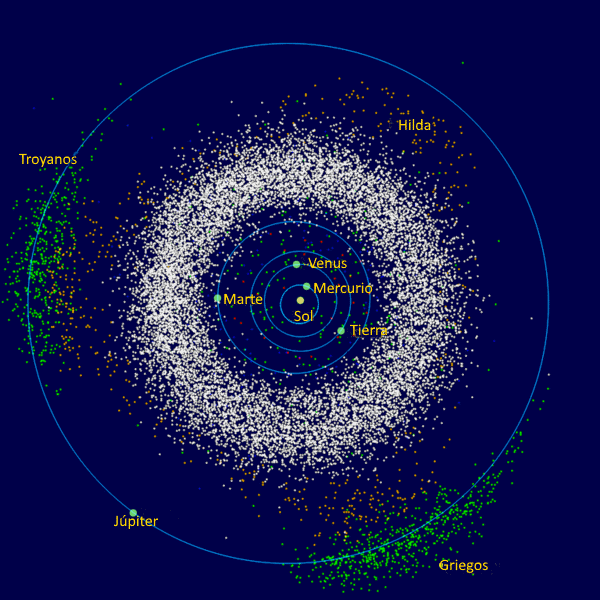
Imagen esquemática del cinturón de asteroides. Se muestra el cinturón principal: El grupo Hilda está localizado entre el cinturón de asteroides y la órbita de Júpiter.

Los asteroides de Hilda o Hildian son un grupo dinámico de asteroides en una resonancia orbital 3:2 con Júpiter (cada dos vueltas al sol que de Júpiter, los Hilda darán tres). El líder del grupo es el asteroide (153) Hilda. El grupo se mueve en órbitas elípticas de modo que su ápside los pone frente a Júpiter, o 60° por delante o detrás de Júpiter en los puntos Lagrange L4 y L5. A lo largo de tres órbitas sucesivas cada asteroide de Hilda se aproxima a estos tres puntos en secuencia. La órbita de Hilda tiene un semieje mayor entre 3,7 AU y 4,2 AU (la media en un lapso de tiempo largo es de 3,97), una excentricidad inferior a 0,3 y una inclinación inferior a 20°. Existen dos familias colisionales dentro del grupo Hilda: la familia Hilda y la familia Schubart. El líder para esta última familia es (1911) Schubart. Hay más de 1100 asteroides de Hilda conocidos, incluyendo objetos no numerados.
Los colores superficiales de Hildas a menudo corresponden al tipo D de bajo albedo y al tipo P; Sin embargo, una pequeña porción es de tipo C. Los asteroides de tipo D y P tienen colores superficiales y, por tanto, también minerales superficiales, similares a las de los núcleos cometarios. Esto implica que comparten un origen común.

## Dinámica
Los asteroides del grupo de Hilda están en resonancia orbital de 3:2 con Júpiter. Es decir, sus períodos orbitales son 2/3 de los de Júpiter. Se mueven a lo largo de las órbitas con un semieje mayor de cerca de 4,0 AU y valores moderados de excentricidad (de hasta 0,3) e inclinación (hasta 20°). A diferencia de los troyanos de Júpiter, pueden estar a cierta distancia de Júpiter, evitando aproximaciones peligrosas.
La formación de todos los asteroides Hilda constituyen una figura triangular dinámica con lados ligeramente convexos y ápices recortados en los puntos de libración triangulares de Júpiter —el "Triángulo de Hilda". La "corriente asteroidal" dentro de los lados del triángulo es de aproximadamente 1 AU de ancho, y en los ápices este valor es 20-40 % mayor. La Figura 1 muestra las posiciones de los asteroides Hilda (en color negro) sobre un fondo de todos los asteroides conocidos (en color gris) hasta la órbita de Júpiter al 1 de enero de 2005.
Cada uno de los objetos Hilda se mueve a lo largo de su propia órbita elíptica. Sin embargo, en cualquier momento los Hildas en formación constituyen esta configuración triangular, y todas las órbitas juntas forman un anillo predecible. La Figura 2 ilustra esto con las posiciones de los asteroides Hilda (en color negro) contra un fondo de sus órbitas (en color gris). Para la mayoría de estos asteroides, la posición de sus órbitas puede ser arbitraria, excepto para los situados en el exterior de los ápices (objetos cerca del afelio) y los situados en el medio de los lados (objetos cerca del perihelio). El Triángulo de Hilda ha demostrado ser dinámicamente estable durante un largo período de tiempo.

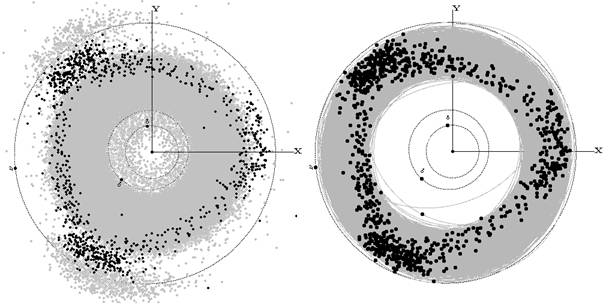
Figura 1: El Triángulo de Hilda sobre un fondo de los asteroides conocidos hasta la órbita de Júpiter.
Figura 2: Las posiciones de los asteroides Hilda sobre un fondo de sus órbitas.

El típico asteroide Hilda posee un movimiento retrógrado del perihelio. En promedio, la velocidad del movimiento del perihelio es mayor cuando la excentricidad orbital es menor, mientras que los nodos se mueven más lentamente. Aparentemente la velocidad del afelio de todos los asteroides Hilda los harían acercarse a Júpiter, lo cual podría ser desestabilizador para ellos, —pero la variación de los elementos orbitales con el tiempo lo impide, y las conjunciones con Júpiter ocurren sólo cerca del perihelio. Además, la línea absidal oscila cerca de la línea de conjunción con diferente amplitud y un período de 250 a 300 años.

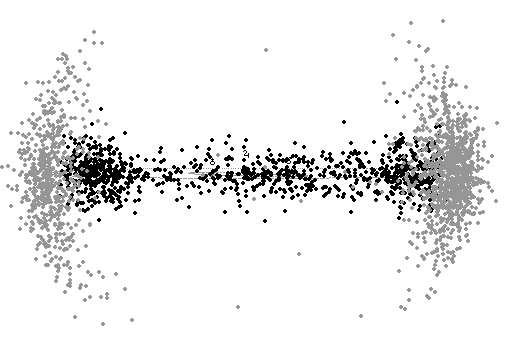
Figura 4. Asteroides Hilda (en color negro) y troyanos vistos desde el plano eclíptico cerca de 190º de longitud el 1 de enero de 2005

Además del hecho de que el "Triángulo de Hilda" gira en sincronía con Júpiter, la densidad de los asteroides en la trayectoria realizan ondas cuasi-periódicas. En cualquier momento, la densidad de los objetos en los vértices del triángulo es más del doble de la densidad dentro de los lados. Los Hildas "descansan" en su afelio en los ápices un promedio de entre cinco años y cinco años y medio, mientras que se mueven a lo largo de los lados más rápidamente, con un promedio de entre dos años y medio y tres años. Los períodos orbitales de estos asteroides suelen durar aproximadamente 7,9 años, o dos tercios de los de Júpiter.
Aunque el triángulo es casi equilátero, existe cierta asimetría. Debido a la excentricidad de la órbita de Júpiter, los puntos de Lagrange L4-L5 difieren ligeramente de los otros puntos. Cuando Júpiter está en su afelio, la velocidad media de los objetos que se mueven a lo largo de este lado es algo menor que la de los objetos que se mueven a lo largo de los otros dos lados. Cuando Júpiter está en su perihelio, se produce lo contrario.
En los ápices del triángulo correspondiente a los puntos L4 y L5 de la órbita de Júpiter, los asteroides Hilda se acercan a los troyanos. En mitad del triángulo, están cerca de los asteroides de la parte externa del cinturón de asteroides. La dispersión de velocidades de los asteroides Hilda es más evidente que la de los troyanos en las regiones donde se cruzan. Cabe señalar también que la dispersión de los troyanos en inclinación es el doble de la de los asteroides Hilda. Debido a esto, un número igual a un cuarto de los troyanos no pueden cruzarse con los asteroides Hilda, y en todo momento muchos troyanos se encuentran fuera de la órbita de Júpiter. Por lo tanto, las regiones de intersección son limitadas. Se puede ver en la Figura 4 que muestra los asteroides Hilda (en color negro) y los troyanos (en color gris) a lo largo del plano de la eclíptica. Se distingue la forma esférica de los enjambres troyanos.
Al moverse a lo largo de cada lado del triángulo, los asteroides Hilda viajan más lentamente que los troyanos, encontrándose con un vecindario más denso de asteroides del cinturón de asteroides exterior. Aquí, la dispersión de velocidad es mucho menor.

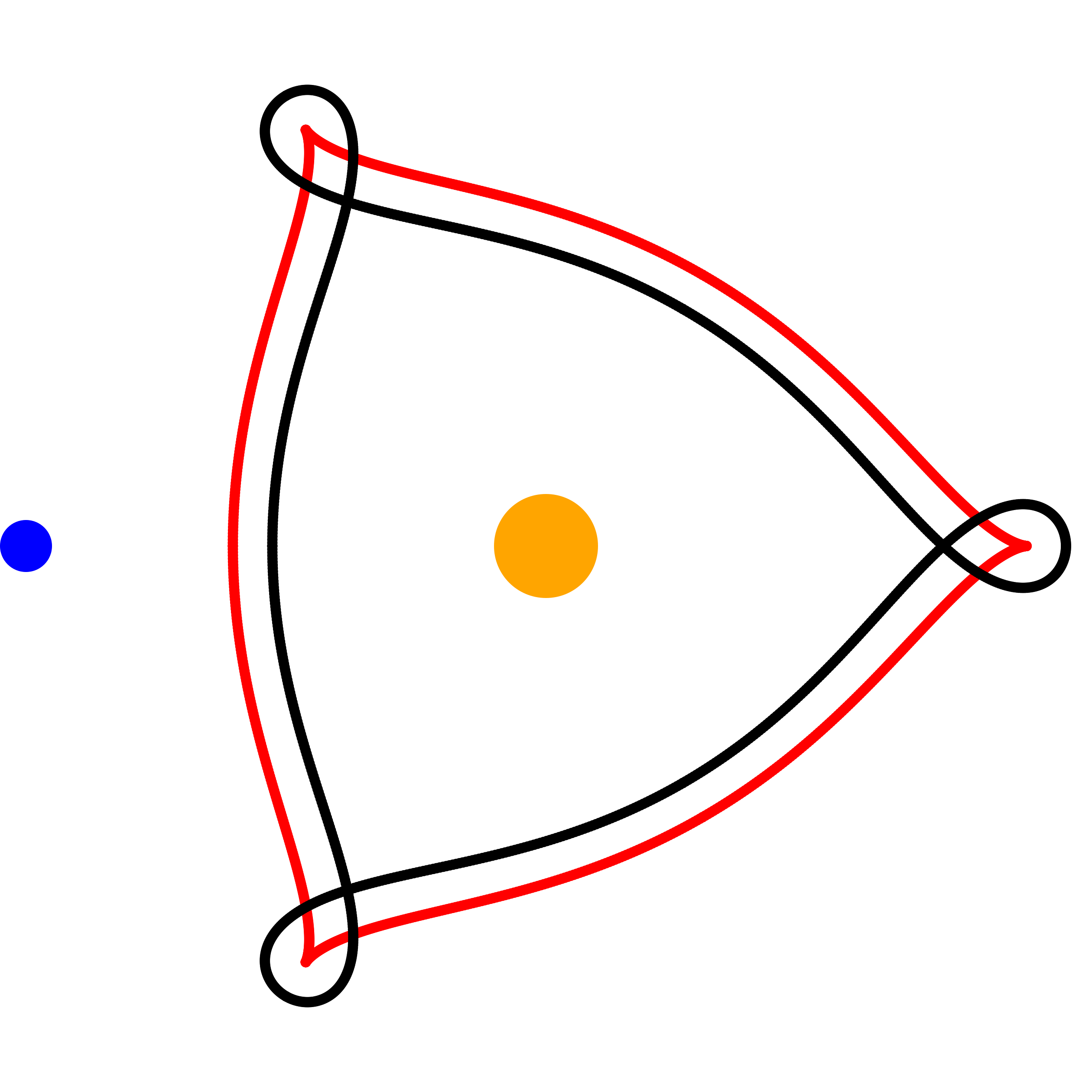
Órbitas de dos asteroides imaginarios de la familia Hilda, en la zona giratoria de referencia de la órbita de Júpiter. Negro: excentricidad 0,310; Aphelio en la órbita de Júpiter. Rojo: excentricidad 0,211.

## Investigación
Las peculiaridades observadas en el movimiento de los asteroides Hilda están basadas en datos tomados de unos pocos centenares de asteroides conocidos hasta la fecha y siguen generando aún más preguntas. Se necesitan más observaciones para ampliar la lista de asteroides Hilda. Tales observaciones son más ajustadas cuando la Tierra se encuentra en una posición cercana a la conjunción con los lados medianos del Triángulo de Hilda, situación que se produce cada quince semanas aproximadamente. En estas circunstancias, el brillo de los asteroides podría alcanzar hasta 2,5 magnitudes en comparación con los ápices.
Los asteroides Hildas atraviesan regiones del Sistema Solar desde aproximadamente 2 UA hasta la órbita de Júpiter. Esto implica una variedad de condiciones físicas así como la vecindad de varios grupos de asteroides. En algunas observaciones posteriores algunas teorías de los asteroides Hilda tienen que volver a ser revisadas.